# Sleaford Castle

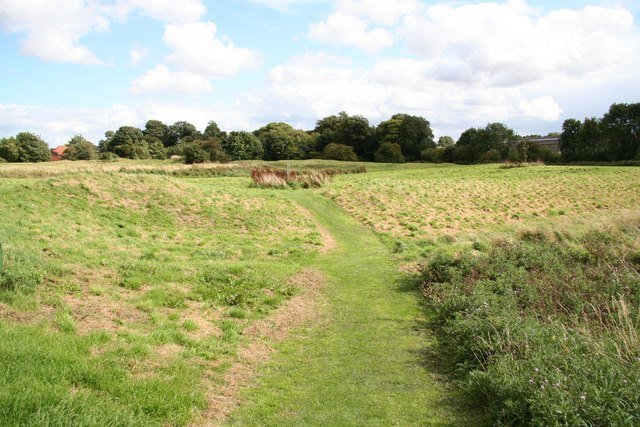
Verbliebene Erdwerke von Sleaford Castle

Sleaford Castle ist eine Burgruine in Sleaford in der englischen Grafschaft Lincolnshire. Die Burg wurde im Auftrag des Bischofs von Lincoln Anfang der 1120er-Jahre bis Ende der 1130er-Jahre errichtet, war mindestens bis 1555 bewohnbar und verfiel in der zweiten Hälfte des 16. Jahrhunderts. Zwei englische Monarchen weilten bekanntermaßen auf der Burg: Johann Ohneland und Heinrich VIII.

## Geschichte

### Mittelalter
Alexander de Blois, der Bischof von Lincoln ließ Sleaford Castle zwischen 1123 und 1147 erbauen. Es war eine vierseitige Burg, ähnlich Newark Castle, mit vier Türmen mit quadratischem Grundriss und einem massiven Donjon. Sie lag im Tal und nicht auf der Höhe; vielleicht ersetzte sie sogar ein früheres, mit Graben versehenes Herrenhaus. Dies zeigt, dass der Bischof die Burg eher als Herrenhaus nutzen wollte (zur Lagerung der landwirtschaftlichen Produkte seiner Ländereien, zur Verwaltung der episkopalen Ländereien und als Unterkunft für ihn selbst und seine Entourage, wenn er die Gegend besuchte), denn als Verteidigungsanlage, auch wenn die flache Umgebung es einem Feind sehr schwer machen würde, sich ungesehen zu nähern.

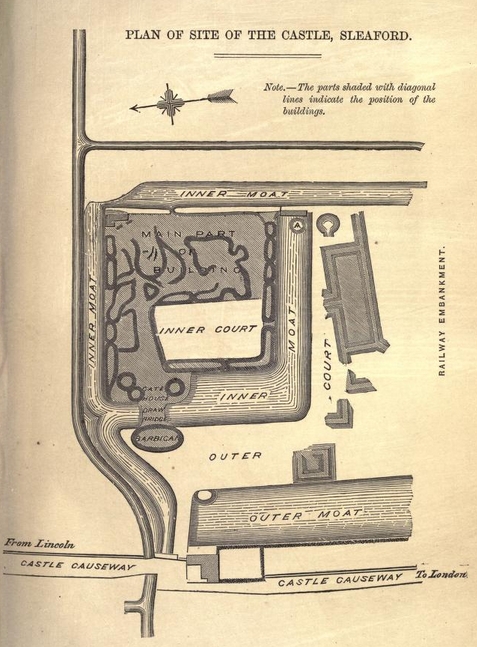
Grundriss der Burg von 1872

Die Burg erfüllte die meiste Zeit ihres Bestehens die Aufgaben eines Herrenhauses; sie musste nie einem bewaffneten Angriff oder einer Belagerung trotzen, wurde aber zu einer der wichtigsten bischöflichen Festungen und zum landwirtschaftlichen Mittelpunkt der Ländereien des Bischofs in Sleaford und anderwärts. Die Ausmaße einer 40 Meter × 15 Meter großen Zehntscheune (angeblich die größte in Lincolnshire, versehen mit einem Rinderstall und einem Heuboden) kann man heute noch in der südlichen Hälfte der Burgruine sehen. Die Einwohner zahlten ihren Zehnt an den Bischof entweder als Arbeitszeit (im Dienst auf seinen Ländereien, in seiner Armee oder für die Garnison seiner Burg), als Anteil ihrer landwirtschaftlichen Erträge oder in Geld.
Am Ende von Westgate wurde ein Staudamm über den Fluss Slea gebaut, hinter dem eine zweirädrige Wassermühle eingebaut war. Dies schuf einen großen Teich, der Fisch für die Feiern, Binsen und Reet für Dacheindeckungen lieferte. Ein Obsthain unmittelbar vor der Burg lieferte die Früchte und ein Taubenschlag östlich der Scheune Fleisch.
Zweimal entkam die Burg knapp einer Belagerung: Während der Anarchie musste Bischof Alexander die Schlüssel zur Burg persönlich an König Stephan aushändigen, um von einer Belagerung verschont zu bleiben, nachdem der König Newark Castle erfolgreich belagert hatte. Und in den 1320er-Jahren bezweifelte König Eduard II. die Loyalität des Bischofs und dachte über eine Belagerung nach.
König Johann Ohneland verbrachte im Oktober 1216 eine Nacht auf der Burg, gleich nach seiner desaströsen Durchquerung des Wash und kurz vor seinem Tod. 1430 starb Bischof Richard Fleming auf der Burg.

### Frühe Neuzeit
Heinrich VIII. weilte zweimal auf Sleaford Castle, einmal 1541 zusammen mit seiner Gattin Catherine Howard, als er auf der Burg Staatsrat hielt. 1544 fiel die Burg an den Duke of Somerset, von dem die Krone sie 1546 konfiszierte. Zu den beiden Besuchen und auch 1555 war die Burg noch verteidigungsbereit und bewohnbar. John Leland beschrieb sie zu dieser Zeit als gut erhalten. Sie besaß ein Torhaus mit zwei Fallgattern und einen hohen Turm in der Mitte, „aber nicht auf einem Hügel oder einer anderen Erhebung“.

### Verfall

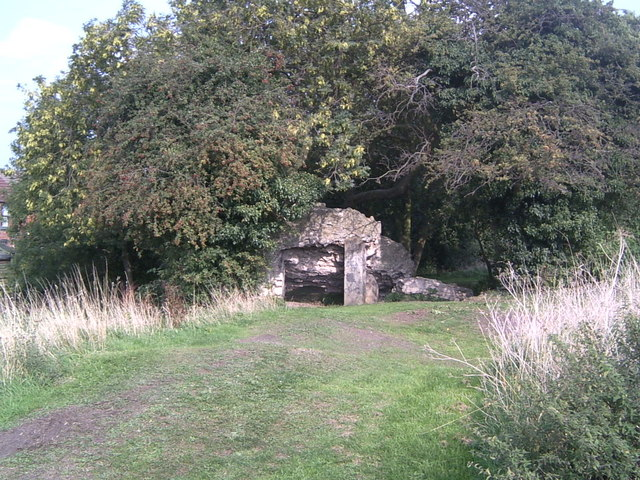
Die einzigen Überreste des Mauerwerks der Burg

Bald verfiel Sleaford Castle; in der zweiten Hälfte des 16. Jahrhunderts wurden das Blei von Dächern und die Holzteile entnommen. Sie wurden in Gebäuden der Marktsiedlung, wie etwa dem Manor House, wiederverwendet. Manche dieser Gebäude sind heute noch erhalten. Der Verfall schritt unter der Eigentümerschaft der Familie Carre fort. 1604 wurde Sleaford Castle als „ehemals schöne Burg“ beschrieben, woraus zu schließen ist, dass sie noch vor 1600 größtenteils oder sogar ganz abgerissen worden war. Eine Gravierung vom Anfang des 18. Jahrhunderts zeigt die Burg als Ruine, aber mit großen Teilen des Mauerwerks noch erhalten.

## Heute
Heute sind nur noch ein Graben, ein kleines Bruchstück von Mauerwerk (ein kleiner, eingestürzter Teil der Mauer in der Nordostecke der Kernburg) und die zugehörigen Erdwerke zu sehen. Die Ruine gilt als Scheduled Monument, und English Heritage hat sie als historisches Bauwerk II. Grades gelistet. Auch dient die Ruine als Zufluchtsstätte für Wildtiere.